# Torneo de Reserva 2000-01
El Torneo de Reserva 2000-01 fue la sexagésima edición del certamen organizado por la Asociación del Fútbol Argentino.
Participaron un total de 20 equipos, todos participantes de la Primera División 2000-01.
El certamen no terminó de disputarse, por lo que no hubo campeón.

## Equipos
| Equipo                      | Ciudad          | Estadio                                       |
| --------------------------- | --------------- | --------------------------------------------- |
| Almagro                     | José Ingenieros | Tres de febrero Arquitecto Ricardo Etcheverri |
| Argentinos Juniors          | Buenos Aires    | Arquitecto Ricardo Etcheverri                 |
| Belgrano                    | Córdoba         | Gigante de Alberdi Chateau Carreras           |
| Boca Juniors                | Buenos Aires    | Alberto J. Armando                            |
| Chacarita Juniors           | Villa Maipú     | Chacarita Juniors                             |
| Colón                       | Santa Fe        | Brigadier General Estanislao López            |
| Estudiantes de La Plata     | La Plata        | Jorge Luis Hirschi                            |
| Gimnasia y Esgrima La Plata | La Plata        | Juan Carmelo Zerillo                          |
| Huracán                     | Buenos Aires    | Tomás Adolfo Ducó                             |
| Independiente               | Avellaneda      | La Doble Visera                               |
| Lanús                       | Lanús           | Ciudad de Lanús                               |
| Los Andes                   | Lomas de Zamora | Eduardo Gallardón Lomas de Zamora             |
| Newell's Old Boys           | Rosario         | Coloso del Parque                             |
| Racing                      | Avellaneda      | Presidente Perón                              |
| River Plate                 | Buenos Aires    | Antonio Vespucio Liberti                      |
| Rosario Central             | Rosario         | Gigante de Arroyito                           |
| San Lorenzo de Almagro      | Buenos Aires    | Pedro Bidegain                                |
| Talleres                    | Córdoba         | Chateau Carreras                              |
| Unión                       | Santa Fe        | 15 de abril                                   |
| Vélez Sarsfield             | Buenos Aires    | José Amalfitani                               |

### Distribución geográfica de los equipos
| Región                 | Cant. | Equipos                                                                                          |
| ---------------------- | ----- | ------------------------------------------------------------------------------------------------ |
| Ciudad de Buenos Aires | 6     | Argentinos Juniors, Boca Juniors, Huracán, River Plate, San Lorenzo de Almagro y Vélez Sarsfield |
| Conurbano bonaerense   | 6     | Almagro, Chacarita Juniors, Independiente, Lanús, Los Andes y Racing                             |
| Provincia de Santa Fe  | 4     | Colón, Newell's Old Boys, Rosario Central y Unión                                                |
| Ciudad de La Plata     | 2     | Estudiantes de La Plata y Gimnasia y Esgrima La Plata                                            |
| Provincia de Córdoba   | 2     | Belgrano y Talleres                                                                              |

## Sistema de disputa
Se llevó a cabo en dos ruedas, por el sistema de todos contra todos, invirtiendo la localía. La tabla final de posiciones del torneo se estableció por acumulación de puntos.

## Tabla de posiciones
| Pos. | Equipo                      | Pts. | J  | DG  | GF |
| ---- | --------------------------- | ---- | -- | --- | -- |
| 1.°  | Unión                       | 62   | 30 | 20  | 51 |
| 2.°  | San Lorenzo de Almagro      | 58   | 30 | 17  | 46 |
| 3.°  | Newell's Old Boys           | 50   | 29 | 21  | 56 |
| 4.°  | Rosario Central             | 50   | 29 | 18  | 52 |
| 5.°  | Estudiantes de La Plata     | 50   | 32 | 4   | 43 |
| 6.°  | Boca Juniors                | 49   | 29 | 17  | 45 |
| 7.°  | River Plate                 | 49   | 30 | 16  | 45 |
| 8.°  | Independiente               | 43   | 32 | -1  | 35 |
| 9.°  | Vélez Sarsfield             | 43   | 31 | -4  | 44 |
| 10.° | Lanús                       | 42   | 31 | 7   | 52 |
| 11.° | Tigre                       | 41   | 29 | 5   | 34 |
| 12.° | Talleres (C)                | 41   | 31 | -8  | 25 |
| 13.° | Colón                       | 37   | 32 | -8  | 36 |
| 14.° | Almagro                     | 36   | 32 | -14 | 38 |
| 15.° | Huracán                     | 35   | 31 | -12 | 36 |
| 16.° | Gimnasia y Esgrima La Plata | 33   | 33 | -14 | 26 |
| 17.° | Belgrano (C)                | 30   | 29 | -10 | 19 |
| 18.° | Racing                      | 29   | 32 | -20 | 28 |
| 19.° | Chacarita Juniors           | 22   | 32 | -22 | 29 |
| 20.° | Los Andes                   | 20   | 30 | -26 | 27 |